# Washington Township (comté de Wapello, Iowa)
Pour les articles homonymes, voir Washington Township.
Washington Township est un township du comté de Wapello en Iowa, aux États-Unis,.
Il est fondé en 1844 et est le premier township créé dans le comté.

## Source de la traduction
- (en) Cet article est partiellement ou en totalité issu de l’article de Wikipédia en anglais intitulé « Washington Township, Wapello County, Iowa » (voir la liste des auteurs).